# Cliffhanger
Cliffhanger (bra Risco Total; prt Assalto Infernal) é um filme franco-ítalo-estadunidense de 1993, dos gêneros ação e aventura, realizado por Renny Harlin e estrelado por Sylvester Stallone e John Lithgow, Michael Rooker e Janine Turner. Baseado no conceito do alpinista John Long, o filme segue Gabe (interpretado por Stallone, co-autor do roteiro), um alpinista que se envolve em um assalto a um avião do Tesouro dos EUA voando pelas Montanhas Rochosas. Lançado em 28 de maio de 1993, o filme arrecadou US$255 milhões em todo o mundo.

## Sinopse
Depois de sentir-se culpado por um acidente de escalada, Gabe (Sylvester Stallone), é convocado para procurar por um grupo desaparecido nas montanhas. Para piorar a situação, seu grupo de resgate é formado por pessoas perigosas que não gostam dele, e ele não sabe que a missão não envolve um simples resgate.

## Elenco
- Sylvester Stallone como Gabriel "Gabe" Walker, um ex-alpinista e guarda florestal de resgate assombrado por seu fracasso em salvar a namorada de seu melhor amigo, Hal Tucker
- John Lithgow como Eric Qualen, um ex-oficial da inteligência militar britânico psicótico, agora líder de uma gangue de ladrões que tenta roubar US $ 100 milhões do Tesouro dos EUA
- Michael Rooker como Harold "Hal" Tucker, o melhor amigo de Gabe e um guarda-florestal que culpa Gabe por não ter conseguido salvar Sarah
- Janine Turner como Jessica "Jessie" Deighan, uma piloto de helicóptero e namorada de Gabe que trabalha no mesmo grupo de busca e resgate nas montanhas e de quem Gabe se distanciou desde que não conseguiu salvar Sarah
- Rex Linn como Richard Travers, um agente do Tesouro dos EUA que é um agente duplo que trabalha para Qualen
- Caroline Goodall como Kristel, piloto e companheira de Qualen
- Leon Robinson como Kynette, o brutal segundo em comando de Qualen
- Craig Fairbrass como Delmar, o sádico ex-jogador de futebol inglês que se tornou cúmplice de Qualen.
- Gregory Scott Cummins como Ryan, o capanga de Qualen
- Denis Forest como Heldon, o capanga de Qualen
- Michelle Joyner como Sarah, a namorada malfadada de Hal que cai para a morte depois que Gabe não conseguiu salvá-la
- Paul Winfield como Walter Wright, um agente do Tesouro dos EUA que descobriu o complô de Qualen para roubar o dinheiro do Tesouro dos EUA
- Ralph Waite como Ranger Frank, um piloto de busca e resgate que trabalha para Gabe, Jessie e Hal
- Max Perlich como Evan, um jovem em busca de emoções que é amigo de Gabe e Hal
- Trey Brownell como Brett, amigo de Evan que também é um caçador de emoções
- Vyto Ruginis como Matheson, um agente do FBI disfarçado que frustra o assalto no ar
- John Finn como Agente Michaels
- Bruce McGill como Agente do Tesouro
- Jeff McCarthy como piloto
- Steve Staunton como Ranger Phil
- Wolfgang Güllich como Gabe Walker (dublê)

## Produção

### Desenvolvimento e redação
Carolco Pictures havia contratado Sylvester Stallone originalmente para contracenar com John Candy em uma comédia sobre vizinhos rivais intitulada Bartholomew vs. Neff, que seria escrito e dirigido por John Hughes. Quando esse projeto foi abandonado, Stallone envolveu-se em dois outros projetos da Carolco. O primeiro foi o futurista filme de terror de ficção científica Isobar, sobre um monstro geneticamente criado que se liberta em um trem em alta velocidade. Entre 1987, quando Carolco comprou pela primeira vez o roteiro original de Jim Uhls por US$400.000, e 1991, os diretores Ridley Scott e Roland Emmerich estavam cada um em diferentes pontos no tempo para dirigir o filme, que teria um orçamento de $90 milhões com Stallone e Kim Basinger desempenhando os papéis principais. Porém, devido a desentendimentos entre eles e Carolco e o produtor Joel Silver sobre as mudanças no roteiro e a falta de liberdade artística, tanto Scott quanto Emmerich desistiram do projeto, que no final foi cancelado.
O segundo projeto de Carolco no qual Stallone esteve envolvido foi um thriller de ação sobre desastres intitulado Gale Force, descrito como "Die Hard em um furacão", que Renny Harlin iria dirigir, e no qual Stallone interpretaria um ex-Navy SEAL que tem que luta contra um grupo de piratas modernos que atacam uma cidade costeira durante um grande e catastrófico furacão. A primeira versão do roteiro do filme foi escrita por David Chappe em 1984, que então escreveu mais seis rascunhos entre 1987 e 1989, e depois que seu rascunho final recebeu alguns elogios e após a guerra de lances entre vários estúdios por ele em 1989, Carolco comprou seu rascunho final por $500.000, com a promessa de mais $200.000 se o filme foi feito. Harlin recebeu US$3 milhões para dirigir o filme, mas como seu contrato também lhe deu controle total do projeto, ele exigiu muitas reescritas do roteiro para, entre outras coisas, aumentar o número de sequências de ação e torná-las maiores. Entre 1990 e 1991, enquanto trabalhavam no projeto, Carolco gastou mais de US$4 milhões em todos os diferentes roteiristas e versões do roteiro. Um dos roteiristas que trabalhou nele, Joe Eszterhas, recebeu $500.000 para escrever sua versão. Ele o reescreveu como um thriller erótico, semelhante a seus roteiros anteriores, por isso foi rejeitado.
Carolco, acreditando que o orçamento pretendido de US$40 milhões seria muito grande e incapaz de descobrir como fazer efeitos especiais para o filme, cancelou o projeto duas semanas antes do início da produção. Mas Harlin ainda manteve seus US$3 milhões, e ele, Stallone e todos os outros envolvidos nele seguiram para Cliffhanger, outro projeto da Carolco, que tinha um orçamento de US$70 milhões, quase o dobro de Gale Force.
Antes do início da produção, Stallone reescreveu o roteiro de Michael France. Seu trabalho mudou o filme de maneira significativa o suficiente para que Carolco fizesse uma petição ao Writer's Guild of America para que ele recebesse os créditos.
Metade do orçamento do filme foi fornecido pela TriStar Pictures em troca dos direitos completos de distribuição na América do Norte, México, Austrália, Nova Zelândia, Alemanha e França.  Outro financiamento foi fornecido pelo Rizzoli-Corriere della Sera, Le Studi Canal+ e Pioneer Electric Corporation. O acordo de financiamento foi o resultado de graves problemas de dívida de Carolco e, como resultado, o estúdio acabaria recebendo muito pouco do bruto de bilheteria. Durante a fotografia principal, a produção foi paralisada duas vezes quando Carolco não pôde pagar a equipe de filmagem; o filme ultrapassou o orçamento de US$40 milhões. Como resultado, Stallone teve que abrir mão de $2 milhões de seu salário de $15 milhões.
A grande maioria das cenas do filme foram filmadas nas Dolomitas em Cortina d'Ampezzo, Itália. Por exemplo, a cena da ponte foi filmada em Monte Cristallo na via ferrata VF Ivano Dibona, que foi reconstruída imediatamente após o filme. A escalada foi principalmente nas falésias de Tofane e, em algumas cenas no final do filme, o público vê claramente os três Tofane, a Croda do Lago e a cidade de Cortina; a localização disso é no topo do Monte Faloria, na chegada da funivia Faloria. Em outras cenas estão o sentiero ferrato Astaldi, sobre o Rifugio Dibona. A casinha foi construída nas areias do rio Boite, em Fiames, perto do heliporto. Algumas filmagens aconteceram em Durango, Colorado. Os créditos do filme agradecem também à Tribo Ute por filmar na reserva da Montanha Ute.
Cliffhanger está no Livro Guinness dos Recordes Mundiais pela acrobacia aérea mais cara já realizada. O dublê Simon Crane recebeu US$1 milhão para realizar a cena de transferência aérea, onde ele cruzou entre dois aviões a uma altitude de 15.000 pés (4.600 m).
As duplas de escalada principais foram Ron Kauk e Wolfgang Güllich. Kauk atuou como dublê de escalada de Stallone depois que Güllich morreu em um acidente de carro em 1992. As duplas preencheram para Stallone na maioria das cenas de escalada devido ao medo do ator de altura; um ferimento na mão de Stallone, relatado ter ocorrido em um dos penhascos, na verdade ocorreu em um estúdio de som.
Quando questionado sobre a versão do diretor, Stallone explicou que "a versão do diretor foi recebida com muita desaprovação na exibição e recebeu algumas pontuações assustadoramente baixas. Principalmente porque as acrobacias eram absurdamente exageradas. Por exemplo, o homem médio pode pular cerca de 3,5 metros através de um desfiladeiro, e as acrobacias me fizeram pular cerca de 300 pés ou mais, então situações como essa tiveram que ser reduzidas e ainda assim eram bastante extremas...então você provavelmente está melhor com este corte. a equipe da 2ª unidade que filmou a maior parte da ação foi extraordinária."

## Música
A trilha sonora orquestral para Cliffhanger foi composta pelo veterano de trilhas sonoras Trevor Jones com a Orquestra Filarmônica Nacional. Em sua análise da trilha sonora de Cliffhanger, o revisor do Filmtracks.com, Christian Clemmensen, mencionou suas semelhanças com o trabalho anterior de Jones em The Last of the Mohicans, afirmando: "com o Cliffhanger viria um tema do título surpreendentemente semelhante ao de Last of the Mohicans, possivelmente muito reminiscente, na verdade, para que alguns ouvintes o tolerem." No entanto, sua avaliação ainda foi positiva, dando ao Cliffhanger quatro de cinco estrelas possíveis, concluindo: "Não importa se os compositores devem ou não reciclar seu próprio material, a identidade principal de Jones para o Cliffhanger é uma peça notável, e um sublinhado de ação muitas vezes agradável manterá o seu interesse entre as afirmações do tema." A trilha sonora foi lançada duas vezes; pela Scotti Bros./BMG Music em 23 de maio de 1993 e uma versão estendida pela Intrada Records em 21 de fevereiro de 2011.

## Lançamento

### Versão cortada
Para seu lançamento no cinema britânico, o filme foi cortado em mais de um minuto, depois em mais 16 segundos em vídeo e DVD para ganhar um certificado de '15'. A vítima principal foi a cena em que Delmar espancou Tucker, mas outros cortes incluíram linguagem agressiva e forte e outros momentos de violência. No entanto, o lançamento do DVD de 2008 recebeu um '15' sem cortes.

### Mídia doméstica
Cliffhanger foi lançado em DVD em 13 de junho de 2000, em Blu-ray em 12 de janeiro de 2010, e em 4K UltraHD Blu-ray em 15 de janeiro de 2019.

## Recepção

### Bilheteria
O filme foi um sucesso de bilheteria, arrecadando US$255 milhões em todo o mundo. O filme arrecadou $84 milhões nos Estados Unidos e Canadá, $14 milhões no Reino Unido e $13 milhões na Alemanha. Ele passou 11 semanas consecutivas no topo das bilheterias japonesas.

### Resposta crítica
No Rotten Tomatoes, o filme tem uma taxa de aprovação de 69% com base em 54 avaliações, com uma classificação média de 6.27/10. O consenso crítico do site diz: "Embora não possa escapar das comparações com os filmes dos quais foi emprestado, Cliffhanger é um thriller tenso e cheio de ação e uma vitrine para os talentos que fizeram de Sylvester Stallone uma estrela." No Metacritic, o filme teve uma pontuação de 60 em 100 com base nas avaliações de 16 críticos. O público entrevistado pela CinemaScore deu ao filme uma nota média de "B" em uma escala de A+ a F.
O filme foi exibido fora da competição no Festival de Cinema de Cannes de 1993. Foi nomeado para três Oscars na edição de 1994: Melhor Som (Michael Minkler, Bob Beemer e Tim Cooney), Melhor Edição de Efeitos Sonoros (Gregg Baxter) e Melhores Efeitos Visuais, todos perdendo para Jurassic Park.
Foi indicado para Pior Filme, Pior Ator Coadjuvante (John Lithgow), Pior Atriz Coadjuvante (Janine Turner) e Pior Roteiro no 14º Prêmio Framboesa de Ouro. Roger Ebert deu ao filme 3 de 4 estrelas. Embora a maioria das pessoas tenha gostado da performance de Lithgow, ele foi criticado por seu sotaque inglês que soa inautêntico, especialmente quando próximo aos atores ingleses nativos Fairbrass e Goodall.
O filme foi criticado por seu retrato irreal da escalada. Um exemplo é o recurso do canhão Pitão, que dispara pitões diretamente na rocha, dispensando a perfuração e o martelamento de pitões usuais na escalada. Isso ignora certas propriedades do material da rocha que deve fazer com que o local do impacto do pitão se estilhace e exploda com projéteis escamosos. A pistola pitão é considerada a mais séria das imprecisões técnicas do filme. Outros exemplos mostram movimentos atléticos, que não têm utilidade em escalada real ou solo livre com equipamento - então também completamente inútil.

### Influência cultural
A cena em que a namorada de Hal, Sarah, cai para a morte, foi parodiada nos filmes Ace Ventura: When Nature Calls e Spy Hard.

## Outras mídias

### Sequência e remake
Por volta de 1994, a TriStar Pictures planejou fazer uma sequência do filme intitulado The Dam (ou Cliffhanger 2: The Dam), que teria o personagem de Stallone, Gabe Walker, lutando contra terroristas que tomaram a Represa Hoover, mas nunca passou do estágio de desenvolvimento. Em 2008, mais uma vez havia planos de fazer esta sequência, e até Stallone se interessou, mas foi cancelada.
Em maio de 2009, foi anunciado que o StudioCanal supervisionaria um remake de Cliffhanger. Neal H. Moritz foi definido para produzir, com as filmagens previstas para começar em 2010. Em maio de 2014, Joe Gazzam foi definido para escrever o roteiro do filme.
Em 2015 em seu Instagram oficial, Stallone afirmou que adoraria fazer uma sequência de Cliffhanger, o que coloca em dúvida se um reboot realmente acontecerá. Em 2019, uma reinicialização de Cliffhanger liderada por mulheres foi anunciada, escrita por Sascha Penn, a ser dirigida por Ana Lily Amirpour e Jason Momoa em conversas para participações especiais.

### Videogame
Os videogames baseados no filme de mesmo nome foram lançados em 17 de novembro de 1993.

## Ligações exteras
- Cliffhanger. no IMDb.
- «Cliffhanger» (em inglês). no AFI Catalog of Feature Films
- Cliffhanger (em inglês). no Box Office Mojo.
- «Cliffhanger» (em inglês) no Rotten Tomatoes
- «Cliffhanger» (em inglês). no Metacritic

- <Cliffhanger> (em inglês). no AllMovie
- <Cliffhanger> (em ingês). no TCM Movie Database